# Léon Nosbusch
Leo (Léon) Nosbusch (Putscheid, 6 oktober 1897 – Strassen, 23 december 1979) was een Luxemburgs beeldhouwer.

## Leven en werk
Léon Nosbusch was een zoon van Anton Nosbusch en Maria Neumann. Hij werkte aanvankelijk als houtbewerker en ging pas toen hij 20 was naar de École d'artisans de l'État in Luxemburg-Stad. Nosbusch studeerde verder aan de Koninklijke Academie voor Schone Kunsten van Brussel, als leerling van Paul Du Bois en Victor Rousseau. Hij werkte vervolgens als leerling op het atelier van de Brusselse beeldhouwer Amédée Hamoir.
Nosbusch beeldhouwde in hout en steen diverse reliëfs en gevelsculpturen, en ontwierp gebruiksvoorwerpen en keramische sculpturen voor de Manufacture de Porcelaine de Bruxelles en voor het bedrijf Editions Nerva. In 1929 nam hij met Franz Heldenstein, Jean-Baptiste Wercollier en Lucien Wercollier deel aan de salon van de Cercle Artistique de Luxembourg, waarbij hij de Prix Grand-Duc Adolphe won. In 1936 assisteerde hij Auguste Trémont bij diens werk voor de kathedraal van Luxemburg. Samen met Aloyse Deitz, Ernest Grosber en Albert Kratzenberg maakte hij voor het Luxemburgs paviljoen op de wereldtentoonstelling van 1937 in Parijs het reliëf Vue panoramique de la Ville de Luxembourg, naar een tekening van Pierre Blanc. Van 1946 tot 1975 maakte Nosbusch keramische souvenirs die met Eemaischen, een jaarlijkse markt op Paasmaandag, werden verkocht ten behoeve van het Comité Alstad.
Nosbusch was getrouwd met Jeanne Dreessens, die met hem keramiek maakte. In 1955 ontvingen zij en Colette en Joseph Probst een erediploma op het eerste congres van de l'Académie Internationale de la Céramique. In 1968 nam het echtpaar Nosbusch-Dreesens met keramisten Renée Arend, Jean en Robert Peters, Aurelio en Bettina Sabbatini, Corneille Schwenninger en Jos en Fernande Welter-Klein deel aan een expositie in Nospelt.
Léon Nosbusch overleed op 82-jarige leeftijd.

## Enkele werken
- 1937: uitvoering van Vue panoramique de la Ville de Luxembourg voor de wereldtentoonstelling in Parijs.
- 1955: keramisch crucifix voor de Sint-Odokerk in Stolzembourg
- 1955-1957: restauratie van de adelaar van het Romeins monument in Dalheim, samen met Henri Demuth.[9]
- 1958: gedenkplaquette ter gelegenheid van het 50-jarig bestaan van de brandweer in Rodange.
- 1959: kruisweg in terracotta voor de Hubertuskerk van Bettel.
- 1960: altaar in euville, met in reliëf de symbolen van de vier evangelisten voor de kerk van Wahlhausen.
- 1962: gevelreliëf van de heilige Willibrordus voor de Willibrorduskerk van Wilwerwiltz
- 1963: gevelbeeld van de heilige Bernardus voor de kerk van Kautenbach.
- 1973: pottenbakkersmonument in Nospelt.[10]
- monument voor Lucien Salentiny in Ettelbruck
- ontwerp twee keramische figuren voor de Pharmacie des Maures in Luxemburg-Stad.
- fronton voor de Ecole européenne aan de Boulevard de la Foire in Limpertsberg
- gevelsculptuur voor het Lycée Hubert-Clément in Esch-sur-Alzette.

## Galerij

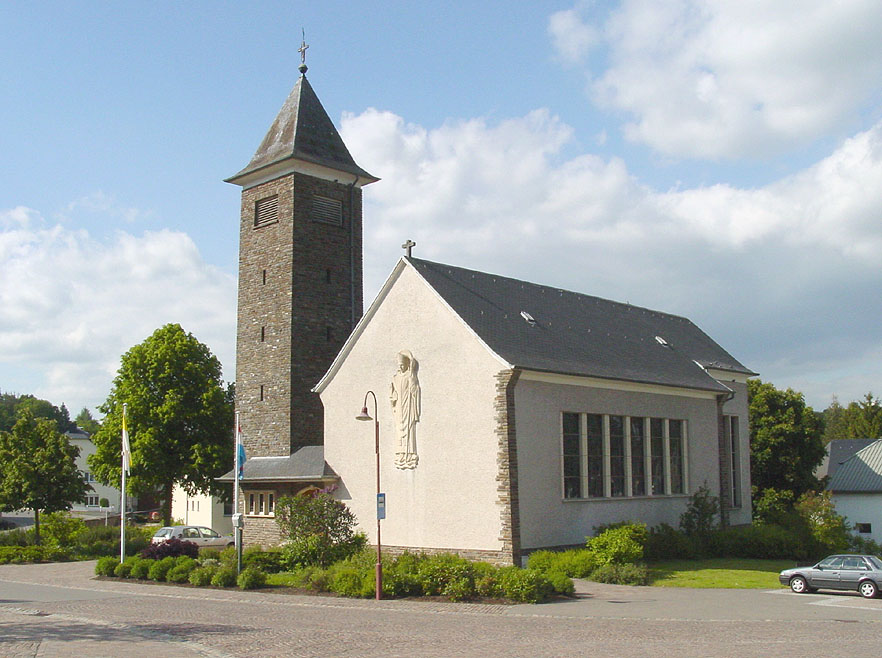
Willibrordus (1962), Wilwerwiltz

- Musée national d'archéologie, d'histoire et d'art: lkl000192
- RKD-Nederlands Instituut voor Kunstgeschiedenis: 93348